# Art Jove
Art Jove va ser una revista cultural, artística i literària dirigida per Sebastià Xanxo. Va ser publicada a Barcelona quinzenalment entre el 15 de desembre de 1905 i el 31 d'octubre de 1906, en total van ser 22 números.
La revista Art Jove va aparèixer a partir d'un grup de comerciants i d'industrials de Barcelona, coincidint amb la renovació pedagògica i cultural de la ciutat i l'entusiasme que va desvetllar el moviment de Solidaritat Catalana.
Art Jove no només conté col·laboracions literàries, sinó que destaquen per sobre els debats i les aportacions entorn del concepte d'estètica, dels corrents de renovació pedagògica i de la importància de la tradició folklòrica.

## Redacció i col·laboradors habituals
La revista estava dirigida per Sebastià Xanxo. La redacció d'Art Jove l'any 1906 quedà constituïda, en ordre alfabètic per:
- Y.L. Brichs Quintana
- Joseph Bordas
- Joseph Carner

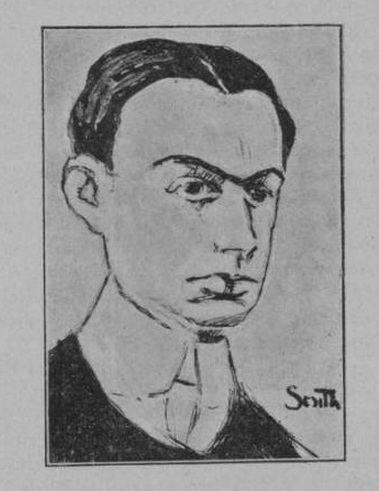
Retrat d'Octavi Pell Cuffí, per Ismael Smith al núm. 16 d'Art Jove (pàg. 253)

- J. Capdevila, Joan Gibert i Camins
- Eladi Homs
- Fèlix Jové i Vergès
- Manel Moya
- Anton Moya
- Joseph Olibart i Sapera[1]

A més, comptava amb la constant cooperació de poetes, prosistes i crítics d'art, els més destacats dels quals eren:
Gabriel Alomar, Bartomeu Amengual, Victori Bisbal, Jaume Bofill i Mates, Maria Baldó, Aureli Capmany, Pompeu Crehuet, Geroni Estrany, Fèlix Escalas, Manuel i Joseph Mª Folch i Torres, Enric de Fuentes, Martí Genis i Aguilar, Salvador Genís i Bech, Emili Genis i Horta, Angel Guimerà, Adrià Gual, Joseph Kotter, Josep Lleonart, Joan Maragall, Alfons Maseras, Trinitat Monegal i Nogués, Esteve Monegal i Prat, Octavi Pell i Cuffí, P. Prat Gaballí, Carles Rahola, Frederic Rahola, Rossend Serra i Pagès, Valerí Serra i Boldú, Ismael Smith, Pau Valldeneu, Emili Vallès i Xavier Viura.

## Format gràfic

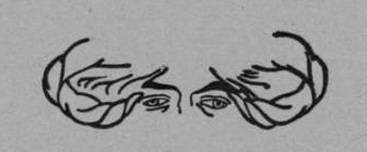
Il·lustració Art Jove, núm. 03, pàg 43

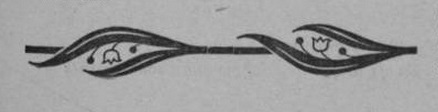
Il·lustració Art Jove, núm. 03, pàg 53

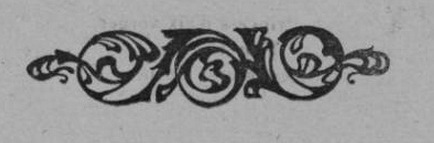
Il·lustració Art Jove, núm. 04, pàg 59

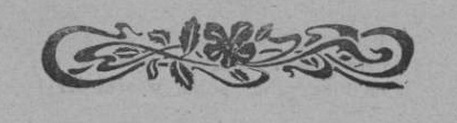
Il·lustració Art Jove, núm. 04, pàg 66

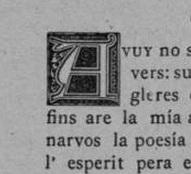
Lletra capital de "Com li direm?", per Candi Closa.

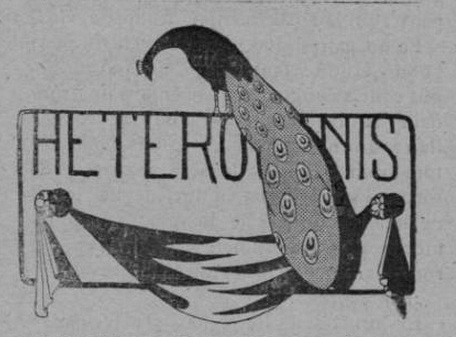
Capçalera secció Heterogenis

Fins al número 8, Art Jove era imprès a La Catalana en unes dimensions de 273x192mm, i posteriorment prengué el relleu la impremta de L'Avenç, en un format més petit, 221x140 mm, i venuda a quinze cèntims, com la revista Ars. Duia poques il·lustracions i de petit format. La capçalera era d'A. Moya, i les vinyetes d'A. de Riquer i d'Ismael Smith.
Les il·lustracions que hi trobem solen tenir un caràcter funcional, atès que serveixen per separar visualment articles entre ells, ja sigui amb petites sanefes de decoració vegetal o geomètrica o amb dibuixos circulars.
També és habitual que les lletres capitals vagin decorades. Tanmateix, a partir del número 9 trobem un canvi rellevant quant a les il·lustracions, que cada cop n'hi haurà menys, per exemple, les lletres capitals ornamentades desapareixeran per complet i només trobarem les capçaleres principals d'algunes seccions, com la d'Heterogenis i Crònica d'Art. Finalment, als últims números no hi ha cap il·lustració, més que la capçalera inicial d'A. Moya que estarà present a tots els números.
Art Jove forma part d'un grup de revistes literàries i artístiques de l'època que varen patir la influència de l'art anglès i, sobretot, de Jugend. Es caracteritzen per una total acceptació de l'estètica simbolista-decorativista i pel rebuig a la il·lustració anecdòtica dels anys 1870-1890.

## Història
La revista Art Jove va aparèixer a finals de 1905 (15 de desembre) com una projecció del compromís d'un grup de comerciants i d'industrials de Barcelona, coincidint amb la renovació pedagògica i cultural de la ciutat i del país.
El setembre de 1904 havien començat a funcionar al carrer de Mercaders número 38, situat al barri del Pedró, on es trobaven antigament les sales que havia ocupat el Teatre Olimp, unes escoles de caràcter benèfic que han passat a la història com les Escoles del Districte II. Va ser Ramon Monegal i Nogués qui prengué la iniciativa d'obrir unes aules de formació primària en una de les zones més denses i pobres de la ciutat.
Les escoles formaven part d'un projecte més ampli de caràcter instructiu, l'Ateneu Obrer del Districte II. Aquest fet explica que la revista, encara que contingui la crònica de la vida escolar, no hagi de ser considerada com un butlletí, sinó que aspira a ser una publicació adreçada al públic general sorgida a l'empara de l'entusiasme que va desvetllar el moviment de Solidaritat Catalana.
De primer s'imprimia als tallers de La Catalana del carrer de Balmes 71, però a partir del número 9 va publicar-se des de la tipogràfica de L'Avenç (1881-1893). En total van ser 22 números d'aparició quinzenal amb una mitjana de 22 pàgines que es venien a 15 cèntims. El darrer número publicat fou el 22, de 31 d'octubre de 1906.

## Ideologia
Les pàgines d'Art Jove contenen essencialment col·laboracions literàries d'un nivell remarcable, però destaquen sobretot pels debats i les aportacions entorn del concepte d'estètica, dels corrents de renovació pedagògica i de la importància de la tradició folklòrica.
Les pàgines d'Art Jove són també una defensa de l'optimisme com a motor essencial de les nostres vides, com es pot apreciar en l'article "Quelcom sobre l'optimisme", per Mannel Pugés i un enaltiment de la Renaixença Catalana i els seus valors, com es pot apreciar en la transcripció del "Discurs presidencial dels Jocs Florals d'Enguany", per Miquel Costa i Llobera.
Per altra banda, el nom de la revista ve segurament donat pel fet que creien que l'art Jove s'havia de defensar com el més pur, més bondadós i perfecte de tots. Aquest pensament es veu perfectament reflectit en l'article "Art Jove", per Felix Escalas. També cal destacar que la revista catalana es pot posar en paral·lel amb la revista Arte Joven, publicada el 1901, que va ser exponent del primer moviment modernista i dels seus afanys renovadors en el camp de les arts i de la literatura que es desenvoluparen a Espanya en el canvi del segle xix al segle xx. En ella van participar-hi escriptors i artistes de diferents visions de la realitat i diferents intencions estètiques, des de Picasso fins a Unamuno, però amb la intenció comú de superar els esquemes establerts per l'estètica realista anterior.
| « | "Som joves, nostra testa la corona l'hermosa aurèola de les il·lusions i esperances, dintre el pit flameja l'entusiasme, per nostres venes corre l'afany i el neguit de la joventut que vol treballar estimant; portar un gra de sorra en la renaixença de la nostra llengua és nostre ideal. Vida i amor és nostre lema, vida per prosseguir el camí quin cim vegem il·luminat pel sol de la glòria; amor... a què no tenir-ne d'amor si la joventut ens esperona...! I per xò avui al saludar a tothom, de tothom esperem i a tothom volem... al nostre entusiasme no hi cap la falsia, podrem equivocar-nos perquè joves som, mes no mentirem... Salut i avant!" | » |

Amb aquestes paraules la revista feia la salutació del primer número (15 de desembre de 1905). L'al·lusió a l'autenticitat i l'entusiasme pren un relleu especial si es té present que la revista apareix quinze dies després que el govern suspengués les garanties constitucionals i que suspengués l'edició del Cu-cut! i de La Veu de Catalunya.

### L'Educació i les iniciatives de les Escoles dels Districtes
La revista es farà ressò de les iniciatives de les quals forma part (el Districte II i el Districte VI) i de la importància que podia tenir per a la ciutat la multiplicació d'aquestes iniciatives. Aquestes accions es veuen recolzades al llarg dels 22 números de la revista, on acostumen a aparèixer articles defensant el que significa una bona educació i l'aplicació d'aquests mètodes a les Escoles del Districte II i VI.
Els següents articles defensen la importància d'una bona educació en general:
- "Educació", per F. Jové y Verges, on s'explica la importància de l'educació en els moments de transformacions nacionals.[14]
- “Els exàmens de l'avenir”, per F. Jové y Vergés. Crítica als exàmens de fi de curs i a l'educació impartida.[15]
- “Escola de Mestres”, per F. Jové y Vergés. Exaltació de l'educació catalana i recomanacions per a una bona pedagogia.[16][17]

Els articles on s'explica l'esdevenir de les Escoles dels Districtes es poden resumir en:
- "En Fabregas y Rafart", per Y.B, article on es fa una lloança al senyor Fabregas, benefactor de les Escoles del Districte Segon.[18]
- "Bells actes educatius", no va firmat, defensa de l'educació dels sentiments a les Escoles del Districte Segon.[19][20]
- "Institucions d'Ensenyança", per Emili Genís y Horta. Defensa de la importància de les Escoles, lloc on més s'aprofiten les iniciatives per l'enlairament intel·lectual i el millorament social de la família catalana.[9]
- "Les Escoles del Districte Sisè", per F. Jové y Vergés, on es parla de l'extensió de l'acció social i educativa de les Escoles.[9]
- “Escola d'Arts i Oficis del Districte Sisè”, per F. Jové y Vergés. Notícia sobre la Nova Escola nocturna d'Arts i Oficis al Districte Sisè i alhora es fa una apologia de l'educació.[21]
- "Ressenya de les tasques del darrer curs", per E. G. y H. Crònica sobre els esdeveniments succeïts a les Escoles del Districte Segon.[22]

### La religió aArt Jove

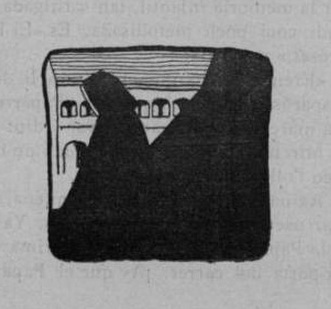
Il·lustració d'"Agonia del monjo", per Emili Verhae. Pertany al núm. 07, pàg. 107

La revista no va amagar mai el caràcter confessional de les escoles i de la publicació, i la motivació cristiana dels promotors de la revista es fa també evident en alguns articles d'opinió.
- "Art", per F.Mª de Sagarra, on s'expressa la necessitat dels pobles de tenir Religió a més a més d'Art.[23]
- "Sonets a la somniada", per P.Prat Gaballi, sonet on es pren a la Verge com a ideal de Bellesa.[23]
- "Agonia del monjo", per Emili Verhae, en traducció de P.Prat Gaballi. Poesia a Déu perquè tingui cura del monjo en el moment de la seva mort.[18]
- "Saviesa", de Paul Verlaine, traduït per P.Prat Gaballí. Poema dedicat a Déu.[24][25]

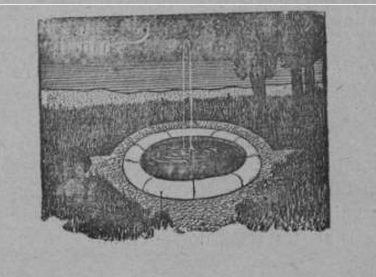
Il·lustració dels "Sonets a la somniada". Pertany al núm. 03, pàg. 50.

### Debats estètics
També hi hagué lloc per al debat estètic de la mà de Joaquim Ruyra, que prengué volada en un article del número 12. L'autor ja havia assajat de formalitzar teòricament els seus criteris estètics amb un article de l'any 1907 i tractà el mateix tema des d'una visió més simbolista amb un altre article que no formava part de la revista l'any 1921.
- “D'un llibre d'estètica”, per Joaquim Ruyra, on s'examina la percepció, sensacions i el plaer estètic explicant les limitacions i impossibilitats.[21]
- "D'estètica goetiana”, per J. M. Bassols y Iglesias, on s'examinen les diferències en la producció de la sensació estètica i es defensa el procés de creació de Goethe.[15]

### Catalanisme
Art Jove es presentà com a gran defensor del catalanisme, preservant i promovent el reconeixement de la personalitat política, lingüística, cultural i nacional de Catalunya. Aquest fet és fàcilment apreciable en els següents articles de la revista:
- “Esbarjos lingüístics”, per Salvador Genis, on es fa una defensa del catalanisme i de l'idioma català, tot fent una anàlisi del seu funcionament fonètic i ortogràfic.[23]
- "Esbarjos lingüístics II", per Salvador Genís, on es continua amb la defensa del catalanisme i de l'idioma català, aquí fent una anàlisi del seu ric lèxic en comparació amb altres llengües.[10]
- "Solidaritat”, per Joseph Riera. Apologia de la llibertat, i explicació de per què Art Jove es va adherir a la manifestació del despertar d'un poble.[21]
- "La forma poètica", per Miquel Costa i Llobera. Conferència donada a l'Ateneu de Barcelona el 28 de maig de 1904 sobre la poesia catalana.[27]

### Folklore
L'expressió de la cultura de tradició oral i anònima del poble català pren molta força a la revista, mitjançant articles que narren rondalles, contes i cançons populars catalanes. També cal destacar la transcripció de la conferència de Maria Baldó sobre el valor pedagògic del folklore.

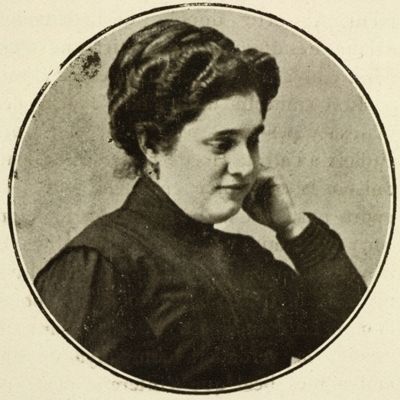
Maria Baldó

- "L'exercici de la memoria en el folk-lore", per Maria Freixa. Ús de dites, cançons i rondalles per exercitar la memòria.[14]
- "Valor pedagògic del Folk-lore", extret de la conferència donada per Dª Maria Baldó al Centre Excurcionista de Catalunya.[18][28][19]
- "Rondalla de l'home aixerit", per Assumpta Tubert. Relat popular de Girona d'un home eixerit que enganya a un altre home venent-li coses que no tenen cap valor.[29]
- "El poll del Soldat", per La Senyora Pepa. Rondalla popular sobre els pretendents d'una princesa.[24]
- "Centre Excurcionista de Catalunya. Cansons populars recopiladas pel Mestre Bosch", per J.C.[30]

### La Música
L'art musical és defensat nombroses vegades al llarg dels 22 números de la revista com la millor de totes les arts existents, alhora que s'exalta la seva importància per a la formació del poble català.
- "La Música",[31] per Emili Vallés i “Les tres germanes”,[16] per C. Taltavull defensen la música com la millor i més sublim de totes les arts.
- "Musica, Melodies", per R. Goberna. Defensa de la melodia com a base perquè la música sigui un art.[14]
- "Música", per Robert Goberna. L'afició a la música com a gran qualitat del poble català.[19]
- “Música”, per R. Goberna. Defensa l'educació musical catalana per damunt de les foranes.[20]

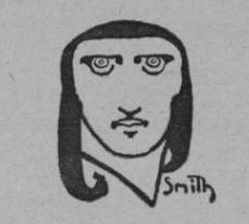
Il·lustració d'Ismael Smith que segueix la poesia "Maria Antonieta", per Xavier Gambus

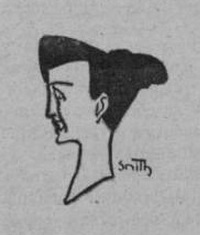
Il·lustració d'Ismael Smith que segueix "Poetes italians", per Lorenzo Stecchetti.

### Autors d'èxit universal: traduccions
Art Jove no constà només d'obres originals sinó que proliferaren al llarg dels números les traduccions al català d'autors d'èxit universal. D'una manera innovadora, moderna i cosmopolita estengueren l'obra d'importants autors que d'altra manera potser no haguessin estat coneguts pel públic català.

#### Simbolisme francès
Baudelaire, Verlaine, Mallarmé foren anomenats els "poetes maleïts", poetes que es varen segregar de la societat, fugiren dels honors, de les posicions oficials i adquiriren aspectes de marginats socials, coneixeren la misèria, les malalties i l'abandó. Reaccionaren contra els poetes romàntics, i influenciats enormement per Edgar Allan Poe, generaren elaborades reflexions sobre el fenomen poètic.
El poeta francès Charles Baudelaire (1821 - 1867) va gaudir de nombroses traduccions dels seus poemes a la revista Art Jove. La poesia de Baudelaire era per alguns la síntesi definitiva del romanticisme, per altres el gran precursor del simbolisme i per altres la primera expressió de les tècniques modernes de la poesia. Baudelaire fou un home dividit, atret per una idèntica força per allò diví i allò diabòlic. Els seus poemes parlen de l'etern conflicte entre allò ideal i allò sensual, tot descrivint les experiències humanes, des de les més sublims fins a les més sòrdides.
- "La fatlera de cada un", de Charles Baudelaire.[8]
- "El port", per Charles Baudelaire.[10]
- "Els beneficis de la lluna", de Charles Baudelaire, traduït per Octavi Pell Cufí. La lluna com a dida enverinadora de tots els llunàtics.[22]
- "Petits poemes en prosa" de Charles Baudelaire, traduïts per P.Prat Gaballí. Inclou els poemes "El Mirall", "El Rellotge" i "Ubriagueu-vos".[24]

Paul Verlaine (1844 - 1896), poeta simbolista, buscava en les seves poesies una harmonia de sons que alliberés els efectes purament musicals de la frase poètica. El poema "Saviesa" el trobem traduït en dos números diferents de la revista, amb dues versions diferents.
- "Tinc por d'un beset", de Paul Verlaine, traduït per Joaquim Ruyra.[24]
- "Saviesa", de Paul Verlaine, traduït per P.Prat Gaballí.[24]
- “Saviesa”, de Paul Verlaine, traducció de Miquel R. Ferrà.[25]

Stéphane Mallarmé (1842 - 1898) suposà la culminació i superació del simbolisme, alhora que fou precursor de les anomenades avantguardes. A la revista trobem traduït el seu poema:
- "Tremolor d'Hivern", de Stéphane Mallarmé, traduït per G. Zanné.[22]

#### Romanticisme alemany
Johann Wolfgang von Goethe (1749 - 1832) es caracteritzà ja des dels seus primer anys per un notable sentit de la bellesa, per la consciència del valor propi i per la força de la imaginació. L'obra dramàtica de Torquato Tasso va ser traduïda per parts de la mà de Josep Lleonart al llarg de 10 números de la revista. A l'autor se li dedica també l'article:
- "D'estètica goetiana”, per J. M. Bassols y Iglesias. Examina les diferències en la producció de la sensació estètica i defensa el procés de Goethe.[32]

Contemporanis a Goethe trobem traduccions dels següents autors:
- "Fragment del "Viatge pel Harz" de Heinrich Heine, traduït per J. Jordá y Vinardell.[31]
- "Cansó", per Maurice Maeterlinck.[23]
- "Ahont?" i "Lo camarada", traducció de B. Jordá y Vinardell dels poemes de Henrich Heine i Ludwig Uhland.[23]
- "De l'Enric d'Ofterdingen", de Novalis, traduït per J.Maragall.[22]

#### Altres autors
- "Filosofia de l'amor", de P. B. Shelley, traduït per M. de Montoliu.[22]
- "Per equivocar-s'hi!", del Comte de Villiers de l'Isle Adam, traduït per Melcior Cases.[24]
- "Una especialitat", de Multatuli, traduït per Krater.[24]

#### Ibsen
Henrik Ibsen (1828 - 1906) és considerat el pare del drama realista modern i antecedent del teatre simbòlic. La seva gran importància es pot observar fàcilment en els dos articles que se li dediquen a l'autor.
- “En la mort de l'Ibsen”, per Alfons Maseras. Text en homenatge al gran dramaturg, per qui es mostra una gran admiració.[21]
- "El teatre d'Ibsen", per W. Coroleu.[33][16]

## Estructura de la revista
És important destacar que la revista no tenia una estructura fixa que seguia en cada número, sinó que variaven entre ells. De totes maneres, els articles sempre es poden englobar dins dels apartats de Narrativa, Poesia, Art, Música i Teatre.
Cal destacar però que al final de cada número de la revista hi ha un apartat dedicat a un article anomenat Crònica d'Art. Aquest article exposa les novetats del panorama cultural de Barcelona de cada mes, sense fer-ne una crítica, tan sols nombrant-les. Es detallen en aquest apartat les exposicions de pintura i escultura, les obres representades en els diferents teatres, les pel·lícules que es projecten als cinemes, les novetats en literatura i els concerts musicals.

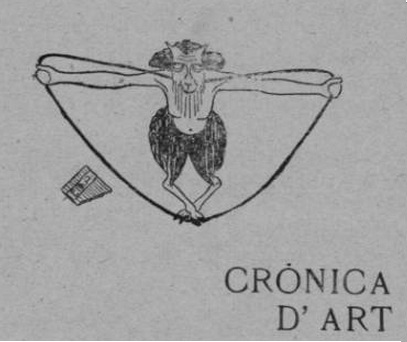
Capçalera secció Crònica d'Art

Tot i que un dels subtítols de la revista és "ciència", en tota la revista només trobem un article dedicat a la ciència, mentre que tota la resta fa referència a aspectes més humanistes.
- “Biologaí”, per J. Solé y Pla. Estudi metòdic de la natura per al perfeccionament humà.[34]

També cal remarcar que l'última pàgina de cada número s'utilitza per un espai d'anuncis de comerços i botigues de Barcelona.

## Taules d'articles
Les següents taules mostren els principals articles de cada número de la revista, classificats en els apartats Narrativa, Poesia, Art, Música i Teatre.

### Números 1 - 5
| Narrativa                                                                           | Poesia                                             | Art                         | Música                                                                                       | Teatre                             |
| ----------------------------------------------------------------------------------- | -------------------------------------------------- | --------------------------- | -------------------------------------------------------------------------------------------- | ---------------------------------- |
| "Es campana de la seu", per Guillem Alomar.                                         | "Al clar de lluna", per Miquel R. Ferrá.           | "Crónica d'Art", per A.M.C. | "La Música", per Emili Vallés.                                                               | "Titelladas", per Emili de Riquer. |
| "Las mil y una nits y las rondallas catalanas", per Joana Vidal Tarragó.            | "El bès", per J. Oliva Bridgman.                   | "Crónica d'Art", per A.M.C. | "L'amor qui passa", per P.Prat Jaballi.                                                      | "Teatres", per P.Romeu.            |
| "Els homens no perdoném", per Y.L. Brichs Quintana                                  | "Venècia del Pintor Whistler", per P.Prat Jaballi. | "Crónica d'Art", per A.M.C. | "Centre Excurcionista de Catalunya. Cansons populars recopiladas pel Mestre Bosch", per J.C. | "Teatres", per P.Romeu.            |
| "La viuda", per Francisco X. Vergés.                                                | "L'abet de la caritat", per Josep Carner.          | "Crónica d'Art", per A.M.C. | "Centre Excurcionista de Catalunya. Cansons populars recopiladas pel Mestre Bosch", per J.C. | "Teatres", per P.Romeu.            |
| "Fragment del "Viatge pel Harz" de Henrich Heine", traduït per J. Jordá y Vinardell | "L'abet de la caritat", per Josep Carner.          | "Crónica d'Art", per A.M.C. | "Centre Excurcionista de Catalunya. Cansons populars recopiladas pel Mestre Bosch", per J.C. | "Teatres", per P.Romeu.            |
| "Una vida", per Octavi Pell Cuffí.                                                  | "L'abet de la caritat", per Josep Carner.          | "Crónica d'Art", per A.M.C. | "Centre Excurcionista de Catalunya. Cansons populars recopiladas pel Mestre Bosch", per J.C. | "Teatres", per P.Romeu.            |
| "Els tres sachs", per A.Capmany.                                                    | "L'abet de la caritat", per Josep Carner.          | "Crónica d'Art", per A.M.C. | "Centre Excurcionista de Catalunya. Cansons populars recopiladas pel Mestre Bosch", per J.C. | "Teatres", per P.Romeu.            |

| Narrativa                                               | Poesia                            | Art                            |
| ------------------------------------------------------- | --------------------------------- | ------------------------------ |
| "Quelcom sobre l'optimisme", per Mannel Pugés.          | "Heterogenis", per Complexe.      | "Crònica d'art", per P. Romeu. |
| "El nen jueu", per Àngel Guimerà.                       | "Madrigals", per Alfons Masseras. | "Crònica d'art", per P. Romeu. |
| "Nota de tardor", per A. Bori y Fontesá.                | "Mercés", per Xavier Viura.       | "Crònica d'art", per P. Romeu. |
| "Com li direm?", per Candi Closa.                       | "Mercés", per Xavier Viura.       | "Crònica d'art", per P. Romeu. |
| "Els homens no perdoném", per Y.L. Brichs Quintana.     | "Mercés", per Xavier Viura.       | "Crònica d'art", per P. Romeu. |
| "Mitologia moderna", per Aureli Capmany.                | "Mercés", per Xavier Viura.       | "Crònica d'art", per P. Romeu. |
| "L'ànima d'en rossega-cebes", per Adelaida Ferré Gomis. | "Mercés", per Xavier Viura.       | "Crònica d'art", per P. Romeu. |
| "Tardor", per Manel Moya.                               | "Mercés", per Xavier Viura.       | "Crònica d'art", per P. Romeu. |
| "La fatlera de cada un", de Charles Baudelaire.         | "Mercés", per Xavier Viura.       | "Crònica d'art", per P. Romeu. |

| Narrativa                                             | Poesia                                                                                             | Art                           | Música                           |
| ----------------------------------------------------- | -------------------------------------------------------------------------------------------------- | ----------------------------- | -------------------------------- |
| “Esbarjos lingüístics”, per Salvador Genis.           | “Idili Blanch”, per J. Oliva Bridgmann.                                                            | "Art", per F.Mª de Sagarra.   | "Cansó", per Maurici Maeterlink. |
| "La Benvinguda", per Joana Vidal y Tarragó.           | "La Festa dels Infants", per Esteve Monegal y Prat.                                                | "Crònica d'Art", per P. Kott. | "Cansó", per Maurici Maeterlink. |
| "Els homens no perdoném", per Y. L. Brichs Quintana.  | "Lliris", per Miquel de Palol.                                                                     | "Crònica d'Art", per P. Kott. | "Cansó", per Maurici Maeterlink. |
| "Llegenda popular de Sant Aleix", per Gumersinda Mata | "¡Pirieu!", per Marcelí Garreta Llorens.                                                           | "Crònica d'Art", per P. Kott. | "Cansó", per Maurici Maeterlink. |
| "Concells de Frare", per Aureli Campmany.             | "Vint anys", per Francesch Armengol y Durán.                                                       | "Crònica d'Art", per P. Kott. | "Cansó", per Maurici Maeterlink. |
| "D'una pesquera", per Rahul Mª Mir.                   | "Sonets a la somniada", per P.Prat Gaballi.                                                        | "Crònica d'Art", per P. Kott. | "Cansó", per Maurici Maeterlink. |
| "Posta", per Andreu Massot.                           | "Ahont?" i "Lo camarada", traducció de B. Jordá y Vinardell dels poemes de Henrich Heine i Uhland. | "Crònica d'Art", per P. Kott. | "Cansó", per Maurici Maeterlink. |
| "Posta", per Andreu Massot.                           | "Heterogenis", per Complexe. Dos poemes titulats "Els uns" i "Els altres".                         | "Crònica d'Art", per P. Kott. | "Cansó", per Maurici Maeterlink. |

| Narrativa                                           | Poesia                                                                                          | Art                                | Teatre                                 |
| --------------------------------------------------- | ----------------------------------------------------------------------------------------------- | ---------------------------------- | -------------------------------------- |
| "Esbarjos lingüístics II", per Salvador Genís.      | "Idil·li", per E. Monegal Prat.                                                                 | "Art Jove", per Felix Escalas.     | "Modern Style", per Octavi Pell Cuffí. |
| "Sol d'hivern", per Martí Genís y Aguilar.          | "De la Selva del Graal", per Josep Carner. Consta d'un poema titulat: "El pi de la simplicitat" | "Crònica d'art", per Emili Vallés. | "Modern Style", per Octavi Pell Cuffí. |
| "Els homens no perdoném", per Y.L. Brichs Quintana. | "A Ausias March", per Alfons Maseras.                                                           | "Crònica d'art", per Emili Vallés. | "Modern Style", per Octavi Pell Cuffí. |
| "La pell del burro", per Emilia Estartús.           | "Idil·li", per L. Negre.                                                                        | "Crònica d'art", per Emili Vallés. | "Modern Style", per Octavi Pell Cuffí. |
| "El port", per Charles Baudelaire.                  | "Idil·li", per L. Negre.                                                                        | "Crònica d'art", per Emili Vallés. | "Modern Style", per Octavi Pell Cuffí. |

| Narrativa                                                     | Poesia                                    | Art                                  | Música                              |
| ------------------------------------------------------------- | ----------------------------------------- | ------------------------------------ | ----------------------------------- |
| "Educació", per F. Jové y Verges.                             | "Atmellers Rosa", per Miquel R. Ferrá.    | "Crónica d'Art", per P.Romeu i A. M. | "Musica, Melodies", per R. Goberna. |
| "Els homens no perdoném", per Y.L. Brichs Quintana.           | "Bella Mort", per Xavier Viura.           | "Crónica d'Art", per P.Romeu i A. M. | "Musica, Melodies", per R. Goberna. |
| "Crepuscle", per Manuel Moya.                                 | "Maria Antonieta", per Xavier Gambus.     | "Crónica d'Art", per P.Romeu i A. M. | "Musica, Melodies", per R. Goberna. |
| "Paroxisme", per I. Sole y Escofet.                           | "El Repós", per Plácit Vidal.             | "Crónica d'Art", per P.Romeu i A. M. | "Musica, Melodies", per R. Goberna. |
| "L'exercici de la memoria en el folk-lore", per Maria Freixa. | "Unes copes", per Joseph Paradeda y Sala. | "Crónica d'Art", per P.Romeu i A. M. | "Musica, Melodies", per R. Goberna. |
| "Fulls d'un dietari", per Joseph Palau de Riquer.             | "Unes copes", per Joseph Paradeda y Sala. | "Crónica d'Art", per P.Romeu i A. M. | "Musica, Melodies", per R. Goberna. |
| "Divagacions de l'August d'Alsina", per Carles Rahola.        | "Unes copes", per Joseph Paradeda y Sala. | "Crónica d'Art", per P.Romeu i A. M. | "Musica, Melodies", per R. Goberna. |
| "Notas de viatje. Enterro de la vella", per Joan Bta. Pagés.  | "Unes copes", per Joseph Paradeda y Sala. | "Crónica d'Art", per P.Romeu i A. M. | "Musica, Melodies", per R. Goberna. |

### Números 6 - 10
| Narrativa                                     | Poesia                                         | Art                            |
| --------------------------------------------- | ---------------------------------------------- | ------------------------------ |
| "Les quatre estacions", per R. Ramón Vidales. | "Rosellonencas", per Josep Subirana.           | "De cultura", per M. Moya.     |
| "L'hivern que torna", per Alphons Trinxet.    | "Poema d'amor", per Walter Speérs.             | "Crònica d'Art", per P. Keerz. |
| "Taca negra", per Josep Ferré y Roig.         | "A n'una pastora", per Lluís Pellissier.       | "Crònica d'Art", per P. Keerz. |
| "Petit poema", per P. Prat Gaballi.           | "Doncelles", per P. Palau G. de Quijano.       | "Crònica d'Art", per P. Keerz. |
| "Carnestoltes", per Y.L. Brichs Quintana.     | "Poetes italians", per Lorenzo Stecchetti.     | "Crònica d'Art", per P. Keerz. |
| "Hivernenca", per Manel Moya.                 | "Los nius", per Arthur Masriera.               | "Crònica d'Art", per P. Keerz. |
| "Hivernenca", per Manel Moya.                 | "Si cantes, moreta", per A. Busquets y Punset. | "Crònica d'Art", per P. Keerz. |

| Narrativa | Poesia                                                                | Art                                     | Música                                             |
| --- | --------------------------------------------------------------------- | --------------------------------------- | -------------------------------------------------- |
| "En Fabregas y Rafart", per Y.B.                                                                                         | "Agonia del monjo", per Emili Verhae, en traducció de P.Prat Gaballi. | "Crónica d'Art", per R. Riera, G i J.T. | "Himne de l'Orfeó Canigó", per M. Costa y Llobera. |
| "Valor pedagògic del Folk-lore", extret de la conferència donada per Dª Maria Baldó al Centre Excurcionista de Catalunya | "La Primera Comunió de la malalta", per J.Mestres i Llorens.          | "Crónica d'Art", per R. Riera, G i J.T. | "Himne de l'Orfeó Canigó", per M. Costa y Llobera. |
| "De la vida", per Ernest Escalas.                                                                                        | "Brindis", per Enriqueta R. Frankfort.                                | "Crónica d'Art", per R. Riera, G i J.T. | "Himne de l'Orfeó Canigó", per M. Costa y Llobera. |
| "Missa-Major", per Francisco X. Vergés.                                                                                  | "Doncelles", per P.Palau Gez. de Quijano.                             | "Crónica d'Art", per R. Riera, G i J.T. | "Himne de l'Orfeó Canigó", per M. Costa y Llobera. |
| "Espant", per Y.L. Brichs Quintana.                                                                                      | "Amor crudel", per Leandre Montagut.                                  | "Crónica d'Art", per R. Riera, G i J.T. | "Himne de l'Orfeó Canigó", per M. Costa y Llobera. |
| "La darrera ganyota", per Octavi Pell Cuffi.                                                                             | "Amor crudel", per Leandre Montagut.                                  | "Crónica d'Art", per R. Riera, G i J.T. | "Himne de l'Orfeó Canigó", per M. Costa y Llobera. |

| Narrativa | Poesia                                        | Art                                                             | Música                                               |
| --- | --------------------------------------------- | --------------------------------------------------------------- | ---------------------------------------------------- |
| ”Neguits”, per Enric de Fuentes.                                                                                          | “Jardinereta...”, per Joan Cendra y Muntadas. | “De poesia”, per Joan Maragall.                                 | “Sabeu? L'Orfeó Canigó...”, per Alexandre Verdissar. |
| “Valor pedagògic del Folk-lore”. Extret de la conferència donada per Dª Maria Baldó al Centre Excursionista de Catalunya. | “Jardinereta...”, per Joan Cendra y Muntadas. | “Crònica d'Art”, per Emili Vallés, Complexe, B. Cuadros i Q. R. | “Caramelles dels infants”, per E. Monegal y Prat.    |
| “La Rondallayre”, per Manuel Moya.                                                                                        | “Jardinereta...”, per Joan Cendra y Muntadas. | “Crònica d'Art”, per Emili Vallés, Complexe, B. Cuadros i Q. R. | “Caramelles dels infants”, per E. Monegal y Prat.    |
| “Heterogenis”, per Complexe. Clar de Lluna de Beethoven.                                                                  | “Jardinereta...”, per Joan Cendra y Muntadas. | “Crònica d'Art”, per Emili Vallés, Complexe, B. Cuadros i Q. R. | “Caramelles dels infants”, per E. Monegal y Prat.    |
| “La Festa del Hivern”, per Y. L. Brichs Quintana. Extret del llibre Idil·lis Negres.                                      | “Jardinereta...”, per Joan Cendra y Muntadas. | “Crònica d'Art”, per Emili Vallés, Complexe, B. Cuadros i Q. R. | “Caramelles dels infants”, per E. Monegal y Prat.    |

| Narrativa                                                                                 | Poesia                                | Art                                                                          | Música                                      | Teatre                                     |
| ----------------------------------------------------------------------------------------- | ------------------------------------- | ---------------------------------------------------------------------------- | ------------------------------------------- | ------------------------------------------ |
| "El Centre Autonomista de Dependents del Comerç y de la Industria", per F. Jové y Vergés. | "Quan fa fosca", per Miquel R. Ferrá. | "Crònica d'art", per Antoni Torrella, R.R., R. Riera, E.H., A. Moya Carulla. | "Cant de la senyera", per Joan Maragall.    | "L'Eloy", per Àngel Guimerà.               |
| "Valor pedagògic del Folk-lore", per Maria Baldó.                                         | "Quan fa fosca", per Miquel R. Ferrá. | "Crònica d'art", per Antoni Torrella, R.R., R. Riera, E.H., A. Moya Carulla. | "Música", per Robert Goberna.               | "Cel que s'obre", per R. Suriñach Senties. |
| "Bells actes educatius", no va firmat.                                                    | "Quan fa fosca", per Miquel R. Ferrá. | "Crònica d'art", per Antoni Torrella, R.R., R. Riera, E.H., A. Moya Carulla. | "Cant de Pasqua", per Manel Folch y Torres. | "Cel que s'obre", per R. Suriñach Senties. |

| Narrativa                                                               | Poesia | Art                                                                  | Música                       |
| ----------------------------------------------------------------------- | --- | -------------------------------------------------------------------- | ---------------------------- |
| “Una Cooperativa de l'Ensenyança”, per B. Amengual.                     | “Delirium”, per Alfons Maseras.                                                                                      | “Forma”, per J. V. Colominas.                                        | “Música”, per R. Goberna.    |
| “Quadro”, per Manel Moya.                                               | “Al bell cim de la mitja taronja d'un turó” i “Vora'l poble enllordit passa la carretera”, per Jaume Bofill y Matas. | “Crònica d'Art”, per B., R. Riera y Solé, R. Riera, A. Moya Carulla. | “Heterogenis”, per Complexe. |
| “Full d'un <<Diari Passional>>”, per Octavi Pell Cuffi.                 | “Lleugeres melodies”, per P. Prat Gaballi.                                                                           | “Crònica d'Art”, per B., R. Riera y Solé, R. Riera, A. Moya Carulla. | “Heterogenis”, per Complexe. |
| “De Pasqua Florida”, per E. M.                                          | “Lleugeres melodies”, per P. Prat Gaballi.                                                                           | “Crònica d'Art”, per B., R. Riera y Solé, R. Riera, A. Moya Carulla. | “Heterogenis”, per Complexe. |
| “Llibre dels enamorats. Dietari d'un poeta”, per I. L. Brichs Quintana. | “Lleugeres melodies”, per P. Prat Gaballi.                                                                           | “Crònica d'Art”, per B., R. Riera y Solé, R. Riera, A. Moya Carulla. | “Heterogenis”, per Complexe. |
| ”Bells Actes Educatius”, per E. G. Y H.                                 | “Lleugeres melodies”, per P. Prat Gaballi.                                                                           | “Crònica d'Art”, per B., R. Riera y Solé, R. Riera, A. Moya Carulla. | “Heterogenis”, per Complexe. |

### Números 11 - 15
| Narrativa                                                                       | Poesia                                                                                 | Art                                          |
| ------------------------------------------------------------------------------- | -------------------------------------------------------------------------------------- | -------------------------------------------- |
| "Discurs presidencial dels Jocs Florals d'Enguany", per Miquel Costa y Llobera. | "En el desert", per Alfons Maseras.                                                    | "Crònica d'art", per Brichs, X., Eladi Homs. |
| "Institucions d'Ensenyança", per Emili Genís y Horta.                           | "A Eirené", per Josep Carner.                                                          | "Crònica d'art", per Brichs, X., Eladi Homs. |
| "Les Escoles del Districte Sisè", per F. Jové y Vergés.                         | "Primaveral", per Miquel Ferra.                                                        | "Crònica d'art", per Brichs, X., Eladi Homs. |
| "La sortida de les Coves d'Artá", per Felix Escalas.                            | "A Jeremies", per Jaume Bofarull.                                                      | "Crònica d'art", per Brichs, X., Eladi Homs. |
| "La Faltada", per J. Gori.                                                      | "A les montanyes vehines de Barcelona. En els temps Moderníssims", per Vicens Balanzó. | "Crònica d'art", per Brichs, X., Eladi Homs. |
| "La princesa veritable", per Carme Bargués.                                     | "A les montanyes vehines de Barcelona. En els temps Moderníssims", per Vicens Balanzó. | "Crònica d'art", per Brichs, X., Eladi Homs. |
| "Llibre dels enamorats. Dietari d'un poeta", per Y.L. Brichs y Quintana.        | "A les montanyes vehines de Barcelona. En els temps Moderníssims", per Vicens Balanzó. | "Crònica d'art", per Brichs, X., Eladi Homs. |

| Narrativa                                  | Poesia                                      | Art                                                                | Música                                                   |
| ------------------------------------------ | ------------------------------------------- | ------------------------------------------------------------------ | -------------------------------------------------------- |
| "Solidaritat”, per Joseph Riera.           | “A Hérmes”, per Joseph Carner.              | “D'un llibre d'estètica”, per Joaquim Ruyra.                       | “Els Fadrins de Sant Boi”, per Irene d'Arteaga y Santos. |
| “Un exemple”, per Sara Llorens y Carreras. | “A una egrègia estrangera”, per Eugeni Ors. | “ El Cimbori de la Catedral de Barcelona”, per Geroni Martorell.   | “Els Fadrins de Sant Boi”, per Irene d'Arteaga y Santos. |
| “Visió”, per Joseph Martí y Sabat.         | “La neu i el sol”, per Maria Antonia Salvà. | “Escola d'Arts i Oficis del Districte Sisè”, per F. Jové y Vergés. | “Els Fadrins de Sant Boi”, per Irene d'Arteaga y Santos. |
| “Visió”, per Joseph Martí y Sabat.         | “La neu i el sol”, per Maria Antonia Salvà. | “En la mort de l'Ibsen”, per Alfons Maseras.                       | “Els Fadrins de Sant Boi”, per Irene d'Arteaga y Santos. |
| “Visió”, per Joseph Martí y Sabat.         | “La neu i el sol”, per Maria Antonia Salvà. | “Heterogenis”, per Complexe.                                       | “Els Fadrins de Sant Boi”, per Irene d'Arteaga y Santos. |
| “Visió”, per Joseph Martí y Sabat.         | “La neu i el sol”, per Maria Antonia Salvà. | “Crònica d'Art”, per A. Moya Carulla.                              | “Els Fadrins de Sant Boi”, per Irene d'Arteaga y Santos. |

| Narrativa                             | Poesia                                   | Música                                  | Teatre                                                     |
| ------------------------------------- | ---------------------------------------- | --------------------------------------- | ---------------------------------------------------------- |
| "Horacianes", per Joseph Martí Sabat. | "Per un album", per Joan Alcover.        | "Cant de l'agost", per Oriol Martorell. | "Torquato Tasso", per Goethe, traduïda per Josep Lleonart. |
| "El teatre d'Ibsen", per W. Coroleu.  | "Calma Sopita", per Jaume Bofill y Mata. | "Gazeta musical", per J.M.S.            | "Torquato Tasso", per Goethe, traduïda per Josep Lleonart. |
| "La Lluna", per Joseph Carner.        | "Heterogenis", per Complexe.             | "Gazeta musical", per J.M.S.            | "Torquato Tasso", per Goethe, traduïda per Josep Lleonart. |
| "La Lluna", per Joseph Carner.        | "Petits poemes", per P. Prat Gaballi.    | "Gazeta musical", per J.M.S.            | "Torquato Tasso", per Goethe, traduïda per Josep Lleonart. |

| Narrativa                                                                 | Poesia                                                           | Art                                                           | Música                                 | Teatre                                                     |
| ------------------------------------------------------------------------- | ---------------------------------------------------------------- | ------------------------------------------------------------- | -------------------------------------- | ---------------------------------------------------------- |
| “Escola de Mestres”, per F. Jové y Vergés.                                | “Goigs”, per Jaume Bofill y Matas.                               | “La concepció de l'amor entre els trobadors”, per J. Anglade. | “Les tres germanes”, per C. Taltavull. | “Torquato Tasso", per Goethe, traduïda per Josep Lleonart. |
| “El teatre d'Ibsen”, per W. Coroleu.                                      | “A la barba de l'Emili Vallès”, per Vicens Balanzó y Echevarria. | “Heterogenis”, per Complexe.                                  | “Les tres germanes”, per C. Taltavull. | “Torquato Tasso", per Goethe, traduïda per Josep Lleonart. |
| “La Tramuntana”, per R. Soler. Rondalla recollida a Sant Miquel de Fluvià | “Amor”, per Xavier Viura.                                        | “Llibres rebuts”, per E. H.                                   | “Les tres germanes”, per C. Taltavull. | “Torquato Tasso", per Goethe, traduïda per Josep Lleonart. |

| Narrativa                                                                     | Poesia                                   | Teatre                                                    |
| ----------------------------------------------------------------------------- | ---------------------------------------- | --------------------------------------------------------- |
| "La forma poètica", per Miquel Costa y Llobera.                               | "L'hora del menjar", per M. de Montoliu. | "Torquato Tasso", de Goethe, traduïda per Josep Lleonart. |
| "La concepció de l'amor entre'ls trobadors", per J. Anglade. Traducció d'E.H. | "L'hora del menjar", per M. de Montoliu. | "Torquato Tasso", de Goethe, traduïda per Josep Lleonart. |
| "L'Ismael Smith", per P.Prat Gaballi.                                         | "L'hora del menjar", per M. de Montoliu. | "Torquato Tasso", de Goethe, traduïda per Josep Lleonart. |
| "D'un viatge", per Marcel Mata.                                               | "L'hora del menjar", per M. de Montoliu. | "Torquato Tasso", de Goethe, traduïda per Josep Lleonart. |

### Números 16 - 22
| Narrativa                                      | Poesia                             | Art                                                                         | Teatre                                                    |
| ---------------------------------------------- | ---------------------------------- | --------------------------------------------------------------------------- | --------------------------------------------------------- |
| “En Manuel Duran y Duran”, per Joseph Carner.  | “El gran molí”, per Àngel Guimerà. | “La festa dels premis a les <<Escoles del Districte Segon>>”, per E. G i H. | “Torquato Tasso", de Goethe, traduïda per Josep Lleonart. |
| “Nostre pa de cada dia”, per M. Duran y Duran. | “El gran molí”, per Àngel Guimerà. | “Llibres Rebuts”, per E. H. i X.                                            | “Torquato Tasso", de Goethe, traduïda per Josep Lleonart. |
| “L'Octavi Pell Cufí”, per P. Prat Gaballí.     | “El gran molí”, per Àngel Guimerà. | “Llibres Rebuts”, per E. H. i X.                                            | “Torquato Tasso", de Goethe, traduïda per Josep Lleonart. |
| “Matèria Morta”, per Octavi Pell Cuffí.        | “El gran molí”, per Àngel Guimerà. | “Llibres Rebuts”, per E. H. i X.                                            | “Torquato Tasso", de Goethe, traduïda per Josep Lleonart. |
| “Escola de Mestres”, per F. Jové y Vergés.     | “El gran molí”, per Àngel Guimerà. | “Llibres Rebuts”, per E. H. i X.                                            | “Torquato Tasso", de Goethe, traduïda per Josep Lleonart. |
| “Els llibres”, per Joseph Mª López.            | “El gran molí”, per Àngel Guimerà. | “Llibres Rebuts”, per E. H. i X.                                            | “Torquato Tasso", de Goethe, traduïda per Josep Lleonart. |

| Narrativa                                                 | Poesia                                                                            | Teatre                                                   |
| --------------------------------------------------------- | --------------------------------------------------------------------------------- | -------------------------------------------------------- |
| "La dida", per Juli Lemaitre.                             | "De l'Enric d'Ofterdingen", de Novalis, traduït per J.Maragall.                   | "Torquato Tasso", de Goethe, traduït per Josep Lleonart. |
| "Ressenya de les tasques del darrer curs", per E. G. y H. | "L'obertura de Tannhauser", de Huysmans, traduît per Xavier Viura.                | "Torquato Tasso", de Goethe, traduït per Josep Lleonart. |
| "Ressenya de les tasques del darrer curs", per E. G. y H. | "Novembre", de E. Verharen, traduït per E. Guanyabéns.                            | "Torquato Tasso", de Goethe, traduït per Josep Lleonart. |
| "Ressenya de les tasques del darrer curs", per E. G. y H. | "Tremolor d'Hivern", de Stéphane Mallarmé, traduït per G. Zanné.                  | "Torquato Tasso", de Goethe, traduït per Josep Lleonart. |
| "Ressenya de les tasques del darrer curs", per E. G. y H. | "Filosofia de l'amor", de P. B. Shelley, traduït per M. de Montoliu.              | "Torquato Tasso", de Goethe, traduït per Josep Lleonart. |
| "Ressenya de les tasques del darrer curs", per E. G. y H. | "Els beneficis de la lluna", de Charles Baudelaire, traduït per Octavi Pell Cufí. | "Torquato Tasso", de Goethe, traduït per Josep Lleonart. |
| "Ressenya de les tasques del darrer curs", per E. G. y H. | "Celebre sonet d'Arbers", traduït per M. de Montoliu.                             | "Torquato Tasso", de Goethe, traduït per Josep Lleonart. |

| Narrativa                                         | Poesia                                        | Art                                                  | Teatre                                                   |
| ------------------------------------------------- | --------------------------------------------- | ---------------------------------------------------- | -------------------------------------------------------- |
| “Lluita eterna”, per Carles de Fortuny.           | “Repòs”, per J. Pijoan.                       | "D'estètica goetiana”, per J. M. Bassols y Iglesias. | “Torquato Tasso", de Goethe, traduït per Josep Lleonart. |
| “En Joan Fort”, per La senyora Pepa.              | “A una dama”, per Xavier Viura.               | "D'estètica goetiana”, per J. M. Bassols y Iglesias. | “Torquato Tasso", de Goethe, traduït per Josep Lleonart. |
| “A un anell de Na M. S. de R.”, per Xavier Aragó. | “Esperances” per L. Vives d'Ealo.             | "D'estètica goetiana”, per J. M. Bassols y Iglesias. | “Torquato Tasso", de Goethe, traduït per Josep Lleonart. |
| “Somniant el príncep blau”, per Ramon Vinyas.     | “Figures de l'Evangeli”, per P. Prat Gaballí. | "D'estètica goetiana”, per J. M. Bassols y Iglesias. | “Torquato Tasso", de Goethe, traduït per Josep Lleonart. |
| “Els exàmens de l'avenir”, per F. Jové y Vergés.  | “Figures de l'Evangeli”, per P. Prat Gaballí. | "D'estètica goetiana”, per J. M. Bassols y Iglesias. | “Torquato Tasso", de Goethe, traduït per Josep Lleonart. |

| Narrativa                                                                               | Poesia                                                                           | Teatre                                                   |
| --------------------------------------------------------------------------------------- | -------------------------------------------------------------------------------- | -------------------------------------------------------- |
| "Per equivocar-s'hi!", del Comte de Villiers de l'Isle Adam, traduït per Melcior Cases. | "Tinc por d'un beset", de Paul Verlaine, traduït per Joaquim Ruyra.              | "Torquato Tasso", de Goethe, traduït per Josep Lleonart. |
| "Una especialitat", de Multatuli, traduït per Krater.                                   | "Petits poemes en prosa" de Charles Baudelaire, traduïts per P.Prat Gaballí.     | "Torquato Tasso", de Goethe, traduït per Josep Lleonart. |
| "Rondalla de l'home aixerit", per Assumpta Tubert.                                      | "Les noces de Felix Gras", de Frederic Mistral, traduït per Maria Antonia Salvá. | "Torquato Tasso", de Goethe, traduït per Josep Lleonart. |
| "L'aplec de Santa Llucia", per Salvador Genís.                                          | "De l'album de París", de Paul Leclerc, traduït per Santiago Rusiñol.            | "Torquato Tasso", de Goethe, traduït per Josep Lleonart. |
| "El poll del Soldat", per La Senyora Pepa.                                              | "Saviesa", de Paul Verlaine, traduït per P.Prat Gaballí.                         | "Torquato Tasso", de Goethe, traduït per Josep Lleonart. |
| "El poll del Soldat", per La Senyora Pepa.                                              | "***", per Alfons Maseras.                                                       | "Torquato Tasso", de Goethe, traduït per Josep Lleonart. |

| Narrativa                                    | Poesia                                                      | Art                               | Teatre                                                   |
| -------------------------------------------- | ----------------------------------------------------------- | --------------------------------- | -------------------------------------------------------- |
| “Cervantes i Catalunya”, per Pau A. Juncosa. | “Casolana”, per Maria Antonia Salvà.                        | “Un nou poema”, per Josep Carner. | “Torquato Tasso", de Goethe, traduït per Josep Lleonart. |
| “Penombra”, per J. Franquet y Serra.         | “Records del Teix”, per J. M. Tous y Maroto.                | “Un nou poema”, per Josep Carner. | “Torquato Tasso", de Goethe, traduït per Josep Lleonart. |
| “Penombra”, per J. Franquet y Serra.         | “Complanta al convent”, per Ramon Vinyas.                   | “Un nou poema”, per Josep Carner. | “Torquato Tasso", de Goethe, traduït per Josep Lleonart. |
| “Penombra”, per J. Franquet y Serra.         | “Pobre noi pàl·lid”, traducció de G. Zanné.                 | “Un nou poema”, per Josep Carner. | “Torquato Tasso", de Goethe, traduït per Josep Lleonart. |
| “Penombra”, per J. Franquet y Serra.         | “Dona i Gata”, de Paul Verlaine, traducció d'E. Guanyabéns. | “Un nou poema”, per Josep Carner. | “Torquato Tasso", de Goethe, traduït per Josep Lleonart. |
| “Penombra”, per J. Franquet y Serra.         | “Saviesa”, de Paul Verlaine, traducció de Miquel R. Ferrà.  | “Un nou poema”, per Josep Carner. | “Torquato Tasso", de Goethe, traduït per Josep Lleonart. |

| Narrativa                                    | Poesia                                                  | Teatre                                                   |
| -------------------------------------------- | ------------------------------------------------------- | -------------------------------------------------------- |
| "En Frederic Beltran", per Alfons Maseras.   | "A Silvia", per Xavier Viura.                           | "Torquato Tasso", de Goethe, traduït per Josep Lleonart. |
| "Impressió d'estiu", per Josep Martí Sabat.  | "A les ones", per J. Anguera Bassedas.                  | "Torquato Tasso", de Goethe, traduït per Josep Lleonart. |
| "Idili", per A. Busquets i Punset.           | "De la montanya d'Amatistes", per Jaume Bofill y Matas. | "Torquato Tasso", de Goethe, traduït per Josep Lleonart. |
| "Cervantes y Catalunya", per Pau A. Juncosa. | "Ciutadanes", per Vicens Balanzó y Echevarria.          | "Torquato Tasso", de Goethe, traduït per Josep Lleonart. |

| Narrativa                                    | Teatre                                                   |
| -------------------------------------------- | -------------------------------------------------------- |
| “Notes al vocabulari d'en M. Vayreda”.       | “Torquato Tasso", de Goethe, traduït per Josep Lleonart. |
| “Cervantes i Catalunya”, per Pau A. Juncosa. | “Torquato Tasso", de Goethe, traduït per Josep Lleonart. |